# 圖瓦國立大學
圖瓦國立大學，位於俄罗斯图瓦共和国首都克孜勒，是該國唯一大學。
前身是克茲勒師範學院，主樓建於1953年。學院後來成為克孜勒州立教育學院，並於1956年提供語言學和數學兩個課程。1995年9月，俄羅斯政府通過了建立圖瓦國立大學的決議。
自1952年成立以來，該大學已頒授10,000多個學位。2002年，該大學擁有300多名教員和3000名學生。該大學每年招收800多名新學生。2007年，大學校長尼古拉·杜布羅夫斯基擔任图瓦共和国大呼拉尔（共和國地方議會）眾議院副院長，被指控接受1000美元的賄賂，以收留兩名學生進入大學法學院。 
在圖瓦國內，該大學與圖瓦自然資源研究所和圖瓦人文科學研究所建立了夥伴關係。在圖瓦以外，該大學與美國印第安納州的博爾州立大學及其他國家有關係。